# Premi Comstock de Física
El Premi Comstock de Física és atorgat per l'Acadèmia Nacional de Ciències "pel seu recent descobriment innovador o investigació en electricitat, magnetisme o energia radiant, àmpliament interpretada."
Els guardonats han de ser residents d'Amèrica del Nord. Nomenat després de Cyrus B. Comstock, s'ha atorgat cada cinc anys des de 1913.

## Llista dels guanyadors del Premi Comstock
| Any  | Destinatari                          | Citació |
| ---- | ------------------------------------ | --- |
| 2014 | Deborah S. Jin                       | Per demostrar la degeneració quàntica i la formació d'un condensat molecular de Bose-Einstein en gasos atòmics fermiònics ultrafreds i per a treballs pioners en química quàntica molecular polar.                                                                                 |
| 2009 | Charles L. Bennett                   | Pel seu mapatge de la radiació còsmica de fons i la determinació de l'edat de l'univers, el contingut de massa-energia, la geometria, la taxa d'expansió, i l'època de reionització amb una precisió sense precedents.                                                             |
| 2004 | John N. Bahcall                      | Per les seves nombroses aportacions a l'astrofísica, especialment el seu treball definitiu sobre models solars i el seu paper crucial en la identificació i resolució del problema del neutrí solar..                                                                              |
| 1999 | John Clarke                          | Per les seves principals contribucions al desenvolupament de dispositius superconductors d'interferència quàntica (SQUIDS) i el seu ús per a medicions científiques, especialment relacionades amb l'electricitat, el magnetisme i les ones electromagnètiques.                    |
| 1993 | E. L. Hahn (Compartit)               | Per les seves contribucions fonamentals al desenvolupament i l'aplicació de la ressonància magnètica en la matèria condensada, inclosa la primera prova experimental de correlacions d'aparellament en superconductors i estudis fonamentals en ciència de superfícies i catàlisi. |
| 1993 | Charles P. Slichter (Compartit)      | Per les seves contribucions seminals al desenvolupament i aplicació de ressonància magnètica en assumpte condensat, incloent la primera prova experimental de pairing correlacions en superconductors i estudis fonamentals dins ciència de superfície i catàlisi.                 |
| 1988 | Paul C. W. Chu i Maw-Kuen Wu         | Per al descobriment de la superconductivitat en òxid d'itri i bari de coure i compostos similars per sobre del punt d'ebullició del nitrogen, un gran avenç científic i tecnològic                                                                                                 |
| 1983 | Theodor W. Hänsch i Peter P. Sorokin | |
| 1978 | Raymond Davis, Jr.                   | |
| 1973 | Robert H. Dicke                      | |
| 1968 | Leon N Cooper i J. Robert Schrieffer | |
| 1963 | C. S. Wu                             | |
| 1958 | Charles H. Townes                    | |
| 1953 | William Shockley                     | Per les seves investigacions pioneres i l'exposició de propietats elèctriques i magnètiques de materials sòlids; en particular per les seves investigacions en la conducció d'electricitat per electrons i forats en semiconductors.                                               |
| 1948 | Merle A.Tuve                         | Pel seu treball pioner en l'atmosfera superior i el seu desenvolupament del mètode d'estudi del pols elèctric; pel seu treball pioner en la física nuclear utilitzant el generador electroestàtic; i per al seu desenvolupament del fusible de proximitat.                         |
| 1943 | Donald W. Kerst                      | Pel seu treball pioner en relació amb el desenvolupament del betatron i els resultats que va obtenir amb aquesta nova i poderosa eina científica |
| 1938 | Ernest O. Lawrence                   | |
| 1933 | Percy W. Bridgman                    | Per les seves investigacions que condueixen a una més gran comprensió de la constitució elèctrica de la matèria. |
| 1928 | Clinton J. Davisson                  | En reconeixement del seu treball experimental que demostra que, sota certes condicions, els electrons es comporten com es podria esperar que els trens d'ones es comportin. |
| 1923 | William Duane                        | |
| 1918 | Samuel Jackson Barnett               | |
| 1913 | Robert A. Millikan                   | |